# Estrecho de Nares
El estrecho de Nares (en inglés Nares Strait; en francés Détroit de Nares; en danés, Nares Strædet) es un estrecho marino que separa Groenlandia, al este, de la isla de Ellesmere, al oeste, la más septentrional de las islas del archipiélago ártico canadiense (que pertenece al territorio autónomo de Nunavut, Canadá). 
El estrecho y las aguas vecinas están por lo general congeladas casi todo el año y son, en general, peligrosas para la navegación y la pesca, aunque durante el mes de agosto es navegable con buques rompehielos. Antes de 1948, sólo hay constancia de cinco embarcaciones que hubieran navegado con éxito más allá de la cuenca de Kane.

## Geografía
El estrecho de Nares conecta las aguas de la bahía de Baffin con las del mar de Lincoln, uno de los brazos del océano Ártico. El estrecho está dividido en varias tramos, que navegando de sur a norte, son los siguientes: 
- Estrecho de Smith
- Cuenca Kane
- Canal Kennedy
- Cuenca Hall
- Canal Robeson

El conflicto de la isla Hans, una pequeña isla situada en medio del estrecho, reclamada tanto por Dinamarca (a través de Groenlandia) como por Canadá, ha sido solucionado en 2022 dividiéndola entre los dos estados.
La base de las Fuerzas Canadienses de Alerta, el asentamiento humano permanente más septentrional del mundo, se encuentra en la costa septentrional de isla de Ellesmere, a apenas 12 km al norte de cabo Sheridan, la desembocadura del estrecho. La base aérea de los EE. UU. en Thule se encuentra en la costa occidental de Groenlandia, en el límite entre la bahía de Baffin y el estrecho de Nares.

## Historia
El primer navegante en franquearlo el estrecho fue el capitán de la Royal Navy, y explorador británico, George Strong Nares en 1875, por quien hoy lleva su nombre. Aunque conocido por los canadienses como estrecho de Nares desde hacía bastante tiempo, su nombre fue aprobado oficialmente en 1964, tanto por las autoridades daneses (el Stednavneudvalget, en la actualidad Stednavnenævnet) como por el gobierno de Canadá.